# 田眼皇女
田眼皇女（ためのひめみこ、生没年不詳）は、飛鳥時代の皇族。敏達天皇の皇女で、母は推古天皇。舒明天皇の妃。
同母の兄弟姉妹に菟道貝蛸皇女（聖徳太子妃）・竹田皇子・小墾田皇女（押坂彦人大兄皇子妃）・鸕鶿守皇女・尾張皇子（橘大郎女父）・桜井弓張皇女（押坂彦人大兄皇子及び来目皇子の妃か）らがいる。

## 生涯
甥の舒明天皇の妃となり、子女は不詳とされている。父・敏達天皇が敏達天皇14年8月15日（585年9月14日）に崩御したことと、同母妹に桜井弓張皇女がいることから判断すると、遅くとも敏達天皇14年の生まれとなり、推古天皇元年（593年）生まれと言われる夫の舒明天皇より8歳以上年上となる。なおかつ桜井弓張皇女は田眼皇女の同母妹であるにも拘らず、舒明天皇の父・押坂彦人大兄皇子の妃となったと言われる。『日本書紀』の舒明紀には舒明天皇の后妃紹介記事に載せられていないことや、敏達・推古両天皇の皇女である彼女よりも天皇との血統が遠い（敏達天皇の曾孫）宝女王（のちの皇極天皇）が舒明天皇の皇后とされている点から、舒明天皇即位前に亡くなったと推測される。ただし、宝女王が実際に舒明天皇の皇后であったのかを疑う説もあり、舒明天皇の后妃に関して『日本書紀』の曲筆の可能性も完全には排除できない。